# Wipeout (spelserie)
Wipeout eller WipEout är en TV-spelserie från 1995. Alla spel i serien utspelar sig i framtiden, där man kör tävlingar med svävande fordon. Utvecklare är Psygnosis och SCE Studio Liverpool. Det första spelet kom ut 1995 och det senaste spelet är Wipeout Omega Collection som kom ut 2017.

## Spel
- Wipeout
- Wipeout 2097
- Wipeout 64
- Wipout 3
- Wipeout Fusion
- Wipeout Pure
- Wipeout Pulse
- Wipeout HD